# Nguyễn Dương Thái
Nguyễn Dương Thái (sinh ngày 17 tháng 2 năm 1962) là một chính trị gia người Việt Nam. Ông từng là Chủ tịch Ủy ban nhân dân tỉnh Hải Dương, đại biểu Quốc hội Việt Nam khóa XIV nhiệm kì 2016-2021, thuộc đoàn đại biểu quốc hội tỉnh Hải Dương, Trưởng Đoàn đại biểu Quốc hội tỉnh Hải Dương, Ủy viên Ủy ban Tài chính, Ngân sách của Quốc hội. Ông đã trúng cử đại biểu Quốc hội năm 2016 ở đơn vị bầu cử số 2, tỉnh Hải Dương gồm có thành phố Hải Dương và các huyện: Nam Sách, Thanh Hà.
Ngày 16-9-2022, ông Nguyễn Dương Thái bị Bộ Chính trị cách chức tất cả các chức vụ trong Đảng. Ngày 20/10/2022, ông bị thi hành kỷ luật bằng hình thức Xóa tư cách Chủ tịch UBND tỉnh Hải Dương nhiệm kỳ 2016-2021.

## Xuất thân
Nguyễn Dương Thái sinh ngày 17 tháng 2 năm 1962 quê quán ở xã Vũ Trung, huyện Kiến Xương, tỉnh Thái Bình.
Ông hiện cư trú ở số nhà 34, phố Cầu Cốn, phường Trần Hưng Đạo, thành phố Hải Dương, tỉnh Hải Dương.

## Giáo dục
- Giáo dục phổ thông: 10/10
- Đại học Bách khoa Hà Nội chuyên ngành Kinh tế Năng lượng
- Thạc sĩ Quản lý Khoa học Công nghệ
- Cử nhân lí luận chính trị

## Sự nghiệp
Ông gia nhập Đảng Cộng sản Việt Nam vào ngày 6/5/1991.
Ông từng là đại biểu hội đồng nhân dân tỉnh Hải Dương nhiệm kỳ 2011-2016.
Ngày 9 tháng 12 năm 2015, tại kì họp HĐND tỉnh Hải Dương khóa 15, Nguyễn Dương Thái, nguyên Phó chủ tịch thường trực UBND tỉnh Hải Dương, đã được 100% đại biểu có mặt bầu giữ chức vụ Chủ tịch UBND tỉnh Hải Dương nhiệm kì 2011-2016.
Tháng 12 năm 2015, Nguyễn Dương Thái, Phó Bí thư Tỉnh ủy, Phó Chủ tịch UBND tỉnh Hải Dương được Thủ tướng Chính phủ Việt Nam phê chuẩn Chức vụ Chủ tịch UBND tỉnh Hải Dương nhiệm kỳ 2011 - 2016. Tái cử chức vụ này thêm 1 nhiệm kỳ 2016 - 2021.
Khi ứng cử đại biểu Quốc hội Việt Nam khóa XIV vào tháng 5 năm 2016 ông đang là Phó Bí thư Tỉnh ủy, Chủ tịch Ủy ban nhân dân tỉnh Hải Dương, làm việc ở Ủy ban nhân dân tỉnh Hải Dương.
Ông đã trúng cử đại biểu quốc hội năm 2016 ở đơn vị bầu cử số 2, tỉnh Hải Dương gồm có thành phố Hải Dương và các huyện: Nam Sách, Thanh Hà, được 306.850 phiếu, đạt tỷ lệ 83,78% số phiếu hợp lệ.
Ông từng là Phó Bí thư Tỉnh ủy, Chủ tịch Ủy ban nhân dân tỉnh, Trưởng Đoàn đại biểu Quốc hội tỉnh Hải Dương, Ủy viên Ủy ban Tài chính, Ngân sách của Quốc hội.
Ông từng làm việc ở Ủy ban nhân dân tỉnh Hải Dương.

### Liên quan đến Việt Á trong phòng chống dịch covid-19
Ngày 11 tháng 8 năm 2022, Ủy ban Kiểm tra Trung ương đã xem xét kết quả kiểm tra khi có dấu hiệu vi phạm đối với Ban cán sự đảng UBND tỉnh Hải Dương trong lãnh đạo, chỉ đạo thực hiện công tác phòng chống COVID-19. Ủy ban Kiểm tra Trung ương xác định ông Nguyễn Dương Thái, nguyên Phó Bí thư Tỉnh ủy, nguyên Bí thư Ban cán sự đảng, nguyên Chủ tịch UBND tỉnh, nguyên Trưởng Ban Chỉ đạo phòng, chống dịch của tỉnh Hải Dương; vi phạm "đến mức phải xem xét kỷ luật". Điều kỳ lạ là chỉ duy nhất Hải Dương có sự chỉ đạo để Việt Á được độc quyền cung cấp Kit test covid-19. Vì vậy Hải Dương có tỷ lệ mua Kit test covid-19 của Việt Á lên đến 88% tổng số ngân sách mà tỉnh này đã mua. Ngoài ra còn có sự chỉ đạo để Việt Á được tham gia Test covid-19 tại Hải Dương. Với lợi nhuận từ bán Kit test, bán hóa chất của Việt Á và hoa hồng được chia chác của 1 số quan chức, thì nhiều người cho rằng có thể họ muốn Hải Dương có kết quả test không chính xác, có nhiều ca dương tính, muốn dịch bùng phát, để họ bán và mua nhiều Kit test mà hưởng lợi.

#### Kỷ Luật
Ngày 16-9-2022, Bộ Chính trị, Ban Bí thư kết luận, những vi phạm, khuyết điểm của Ban Thường vụ Tỉnh ủy Hải Dương nhiệm kỳ 2020 - 2025, Ban cán sự đảng Ủy ban nhân dân tỉnh Hải Dương nhiệm kỳ 2016 - 2021 và các ông: Phạm Xuân Thăng, Nguyễn Dương Thái, Phạm Mạnh Cường đã gây hậu quả rất nghiêm trọng, thiệt hại lớn cho ngân sách nhà nước, người dân và xã hội; để xảy ra vụ án tham nhũng tại Trung tâm Kiểm soát bệnh tật tỉnh; gây dư luận xấu, làm mất uy tín của tổ chức đảng, chính quyền địa phương và từng cá nhân. Bộ Chính trị quyết định thi hành kỷ luật Cảnh cáo Ban Thường vụ Tỉnh ủy Hải Dương nhiệm kỳ 2020 - 2025; Ban Bí thư quyết định thi hành kỷ luật Khiển trách Ban cán sự đảng Ủy ban nhân dân tỉnh Hải Dương nhiệm kỳ 2021 - 2026 và các ông: Triệu Thế Hùng, Lương Văn Cầu; Cảnh cáo Ban cán sự đảng Ủy ban nhân dân tỉnh Hải Dương nhiệm kỳ 2016 - 2021; Cách chức tất cả các chức vụ trong Đảng đối với ông Nguyễn Dương Thái.
Ngày 20/10/2022, Phó Thủ tướng Thường trực Phạm Bình Minh đã quyết định 1274/QĐ-TTg thi hành kỷ luật bằng hình thức Xóa tư cách Chủ tịch UBND tỉnh Hải Dương nhiệm kỳ 2016-2021 đối với ông Nguyễn Dương Thái, do đã có những vi phạm, khuyết điểm trong công tác và Ban Bí thư đã thi hành kỷ luật về đảng, trong thời gian giữ chức vụ Phó Bí thư Tỉnh ủy, Bí thư Ban cán sự đảng, Chủ tịch Ủy ban nhân dân tỉnh, Trưởng Ban Chỉ đạo phòng, chống dịch của tỉnh đã vi phạm nguyên tắc tập trung dân chủ, quy định của Đảng, pháp luật của Nhà nước, Quy chế làm việc, Quy định về những điều đảng viên không được làm và trách nhiệm nêu gương. Dư luận cho rằng hình thức kỷ luật này với ông vẫn còn nhẹ, vì 1 đứa trẻ em còn biết góp tiền chống covid-19, nhưng cán bộ thì lại trục lợi, dù cho ông có đóng ủng hộ thì vẫn là rất nhỏ so với số tiền ông trục lợi từ dịch covid-19.